# Вода (филм из 2006)
Вода, такође познат и као Велика тајна воде (рус. Великая тайна воды), је научно популарни филм из 2006. године у режији Анастасије Попове који се бави тематиком чудесних својстава воде и феноменом „памћења воде”.  Филм је пројекат ТВ канала „Русија 1”.
У филму шире признати научници, самостални научници и псеудонаучници износе своја сазнања о „структурирању воде”. Они су из разних земаља света као што су Енглеска, Израел, Кина, Русија, Америка, Јапан и др. У филму су такође учествовали и теолози различитих конфесија, који су из аспекта својих вероисповести исказали ставове о значају воде и њеној религијској примени. Представљено је и неколико експеримената о утицају разних фактора на воду, као што су интеракције људи и њихове емоције.
У новембру 2006. године филм је добио чак три филмске награде ТЕФИ, укључујући и награду за најбољи документарни филм, као и награду „Лавр” за најбољи научно популарни филм.
Осим тога, филм је наишао на противљења и оштре критике друштва и појединаца, а међу њима и Руског научног друштва, од кога је окарактерисан као паранаучни и псеудонаучни.

## Учесници
Научници:
- Курт Витрих[6], добитник Нобелове награде из области хемије 2002. године;
- Виктор Михајлович Ињушин[7], биофизичар, доктор билошких наука, професор, шеф катедре за биофизику казахстанског националног универзитета Ал-Фараби, шеф лабораторије за биофизичку екологију;
- Герберт Клима, доктор наука, професор на Бечком институту за нуклеарну физику, Аустрија;
- Влаиљ Петрович Казначејев, академик Руске академије медицинских наука, Новосибирск, Русија;
- Рустом Рој, професор емеритус у пензији на Универзитету Пенсилваније, експерт у познавању материјала, присталица неконвенционалне медицине, науке и религије[8];
- Мартин Чаплин, професор, шеф лабораторија Лондон Саут Каст универзитета[9], Велика Британија;
- Владимир Леонидович Војејков, доктор наука, професор биолошког факултета Московског државног универзитета;
- Вјачеслав Звоников, доктор медицинских наука, професор, Русија;
- Ван Гујхуа, главни агроном академије агрономских наука, Кина;
- Перл Лаперла, доктор алтернативне медицине[10], специјалиста ајурведске практике, имунолог, Невада, САД;
- Константин Коротков, доктор техничких наука, професор, редовни члан Руске академије природних наука;
- Александар Солодилов, доктор физико-математичких наука, дописни члан Руске академије природних наука, оснивач школе оригиналних технологија „Телос” у западном Сибиру.

Неакадемски истраживачи:
- Алојс Грубер, истраживач;
- Леонид Извеков, истраживач, шеф лабораторија за проучавање структуре воде, генерални директор АД „Аква-систем”[11], Русија;
- Масару Емото, истраживач, Јапан.

Теолози и религијски делатници:
- Шамиљ Хазрат Аљаудинов, имам-хатиб меморијалне џамије на Поклоној гори, Москва, Русија;
- Митрополит смоленски и калињинградски Кирил, сада патријарх московски и све Русије;
- Пинхас Полонски, доктор теологије, Израел;
- Дамба Ајушејев, поглавар Будистичке традиционалне санге Русије;
- Адин Штејнзалц, рабин, Израел.